# Johann Hurlinger
Johann Hurlinger var en østrigsk mand som i 1900 gik på Håndgang fra Paris til Wien. Hurlinger gik på sine hænder 10 timer om dagen i 55 dage. Han gik i gennemsnit med 1,58 miles i timen det første 870 miles.